# Jiří Kristián z Lobkowicz
Jiří Kristián kníže z Lobkowicz, uváděn též jako Jiří Kristián kníže z Lobkovic, německy Georg Christian von Lobkowitz (14. května 1835 Vídeň – 21. prosince 1908 Praha) byl český šlechtic z rodu Lobkoviců a konzervativní politik, jeden z nejvýznamnějších představitelů zemské samosprávy Českého království (v období let 1871–1872 a 1883–1907 nejvyšší maršálek Českého království) a člen poslanecké i panské sněmovny Říšské rady; stoupenec českého státoprávního programu. Je po něm pojmenováno náměstí Jiřího z Lobkovic v Praze na Vinohradech.

## Život

### Rodina, mládí a studium
Narodil se roku 1835 ve Vídni do hořínsko-mělnické větvě Lobkoviců, jeho rodiči byli August Longin z Lobkowicz (1797–1842) a Anna Berta, rozená princezna Schwarzenbergová (1807–1883, sestra pozdějšího kardinála a pražského arcibiskupa Bedřicha ze Schwarzenberku). Vyrůstal na zámku v Hoříně, naučil se češtinu, němčinu a francouzštinu a v letech 1855–1858 cestoval po Itálii, Francii a Velké Británii.
V letech 1852–1856 vystudoval právo na Karlo-Ferdinandově univerzitě a následně pracoval ve státních službách. V roce 1859 nastoupil jako okresní aktuár. Na protest vůči vládní centralizační politice státní službu roku 1862 opustil a po zbytek života se angažoval jen ve samosprávných úřadech Českého království. Roku 1865 se stal starostou okresního zastupitelstva na Mělníku a do této funkce byl pak zvolen ještě dvakrát, roku 1872 jej však císař František Josef I. v této funkci nepotvrdil, a tak se Jiří Kristián z Lobkowicz soustředil na písecký okres, kde záhy získal stejnou funkci.

### Vstup do politiky

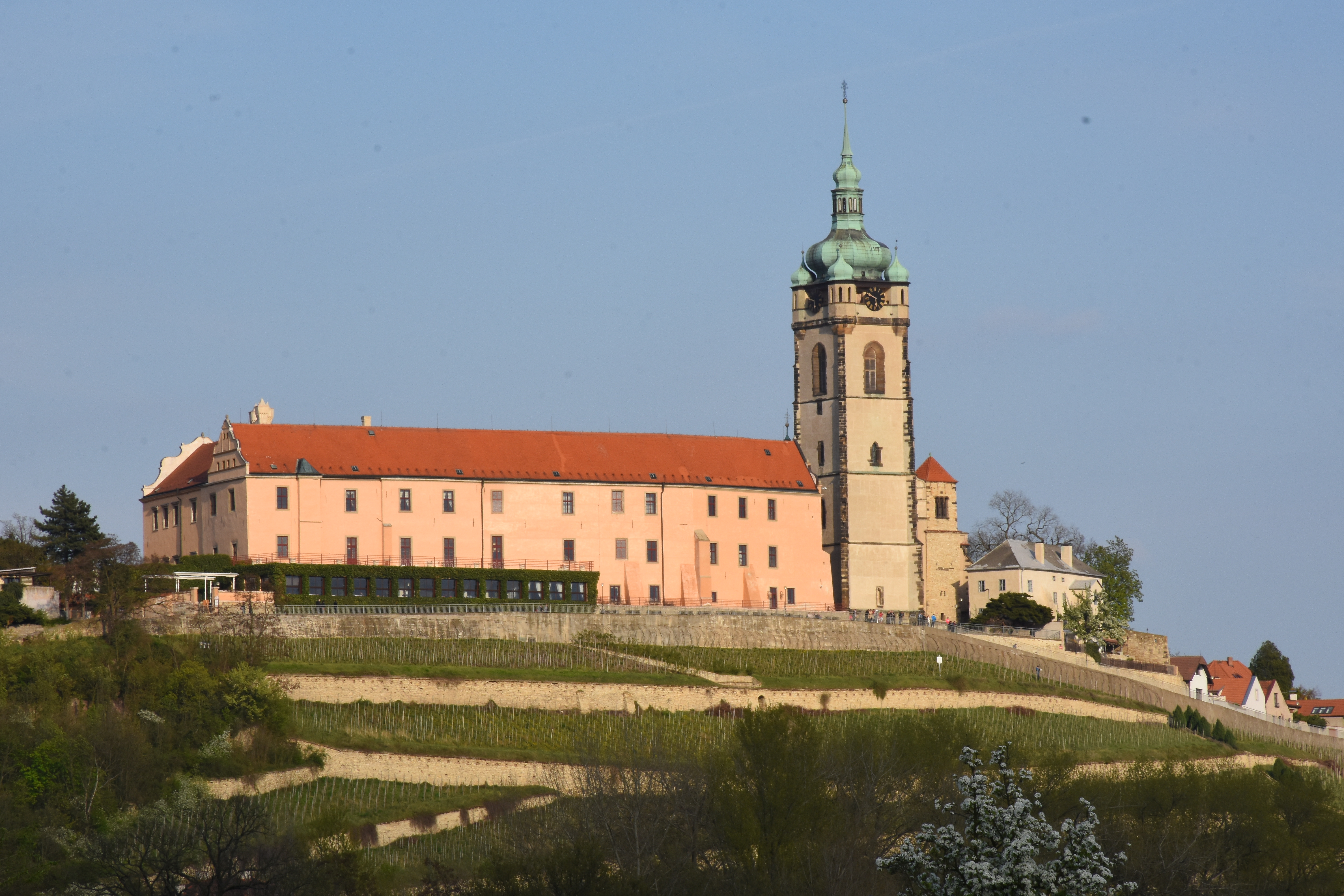
Zámek Mělník

Roku 1865 byl poprvé zvolen do Českého zemského sněmu a roku 1871 se navíc na krátkou dobu stal poprvé i nejvyšším maršálkem Království českého (zemský maršálek – předseda zemského sněmu). Roku 1883 jej císař do této funkce jmenoval znova a tentokrát v ní Jiří Kristián setrval až do roku 1907. Na zemském sněmu zasedal v období let 1865–1872 a 1883–1907.
| „                                         | Byl jsem ode vždy přesvědčen, že v naší drahé vlasti mají oba národy stejná práva, že každý má právo seděti na své zděděné hroudě a chrániti svou národnost a střehnouti její zájmy. Neboť považuji za jednu z největších úloh svého života, působiti k tomu, aby mezi oběma národy, obývajícími tuto krásnou zemi, panoval mír a pokoj a aby nebyly sobě nepřáteli, nýbrž aby byly činny v ušlechtilém závodění pro blaho naší společné vlasti. | “ |
| — Jiří Kristián Lobkovic, 14. května 1905 | |   |

Politicky se řadil do Strany konzervativního velkostatku úzce spolupracující s Národní (staročeskou) stranou. Aliance mezi česky cítící šlechtou a českými liberály utvořená hned počátkem 60. let s obnovou ústavní vlády měla pro obě strany své výhody; šlechtě zaručovala dynamičtější sociální základnu, liberálům dodávalo spojenectví s aristokraty vážnosti pro jejich argumenty ohledně českého státního práva. Byl podobně jako Karel III. Schwarzenberg, Egbert Belcredi nebo Jindřich Jaroslav Clam-Martinic představitelem historické šlechty, orientované federalisticky, odmítající unifikaci a centralizaci rakouského státu a trvající na zachovávání historických zemských práv a státoprávní odlišnosti zemí koruny české. S nelibostí ovšem sledoval vzestup etnického nacionalismu, jemuž se snažil čelit například důsledným užíváním obou zemských jazyků, češtiny i němčiny, a snažil se dosáhnout česko-německého usmíření. V postupně liberalizující se společnosti ovšem jeho ideje nacházely stále menší ohlas. Přesto byl svými současníky považován za nejúspěšnějšího nejvyššího zemského maršálka.
Roku 1866, kdy působil jako "president sběracího odboru pomocného výboru" se mu dostalo od císaře za loajálnost a činy během okupace Pruskem "Výrazu Nejvyšší spokojenosti".
V roce 1866 na jednání zemského sněmu společně s českými liberálními politiky jako František Ladislav Rieger ostře odmítal ústavní rámec daný únorovou ústavou a kritizoval rakousko-uherské vyrovnání, které v roce 1867 přineslo dualistické řešení státoprávních problémů monarchie, aniž by ale vyšlo vstříc českým autonomistickým aspiracím.
Od roku 1866 byl řádným členem centrálního výboru c. k. vlastenecko-hospodářské společnosti a členem komise min. obchodu za společnost pro smlouvy se zahraničím.
Aliance mezi českými liberály a historickou šlechtou ožila v roce 1870, kdy nový předseda vlády Alfred Potocki inicioval rozhovory s českou opozicí a kdy se očekávala možnost dohody a naplnění českých požadavků. Jednal tehdy osobně ve Vídni s Potockým. Konkrétní výsledky ale Potockého kabinet pro řešení české otázky nepřinesl. Výraznější posun ve vztazích mezí Vídní a českou politickou reprezentací přinesla až následná vláda Karla von Hohenwarta v roce 1871. Právě tehdy v září 1871 bylo ohlášeno jako vstřícné gesto, že panovník jmenoval Lobkowicze zemským maršálkem. V této době vrcholil pokus o česko-rakouské vyrovnání (takzvané fundamentální články), který ale pro odpor části vídeňských politiků nebyl nakonec uveden do praxe. Následnou frustraci české veřejnosti ještě prohloubil fakt, že díky manipulacím a nátlaku přinesly zemské volby v Čechách 1872 (chabrusové volby) provládní (provídeňskou většinu) na zemském sněmu a vláda zároveň prosadila zavedení přímé volby do Říšské rady (celostátní zákonodárný sbor), čímž oslabila roli zemských samospráv. Jiří Kristián z Lobkowicz v únoru 1873 na protest proti těmto změnám předložil císaři petici s 270 000 podpisy, odmítající ústavní změny.
V prvních přímých volbách do Říšské rady roku 1873 kandidoval za Národní (staročeskou) stranu, protože šlechtická Strana konzervativního velkostatku se voleb zcela odmítla na protest účastnit a staročeši nominací několika aristokratických osobností na své kandidátní listině dávali najevo soudržnost českého opozičního postoje. Získal mandát v Říšské radě za městskou kurii, obvod Mladá Boleslav, Turnov atd. V souladu s tehdejší českou opoziční politikou pasivní rezistence (bojkot ústavních institucí) ale mandát nepřevzal a do sněmovny se nedostavil, čímž byl jeho mandát i přes opakované zvolení prohlášen za zaniklý. Spojenectví se staročechy považoval za zcela nezbytné a trval na jeho zachování i v období po smrti Františka Palackého roku 1876, kdy se v mocenském boji o nástupnictví v čele staročeské strany objevily i protikatolické a protišlechtické akcenty u Jana Stanislava Skrejšovského. V korespondenci s ostatními aristokratickými předáky varoval, že „kdyby se toto spojení mělo změnit v otevřené nepřátelství, byli bychom my politicky zcela vyřízeni, a to nejen v Čechách, ale vůbec.“

### Poslancem Říšské rady a maršálkem zemského sněmu

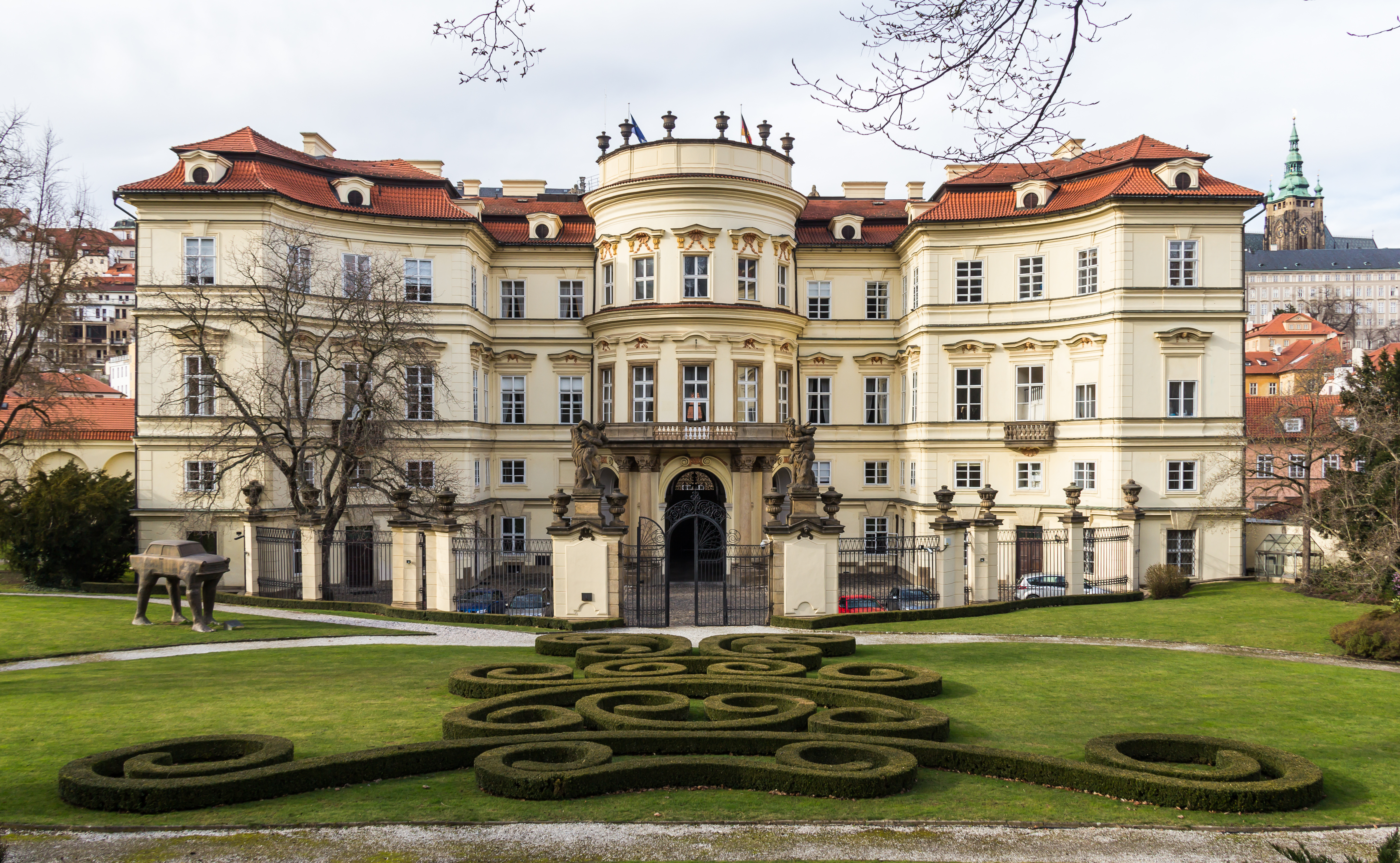
Lobkovický palác v Praze na Malé Straně

V roce 1879 Eduard Taaffe, tehdy představitel konzervativního německorakouského tábora, inicioval jednání s českou opozicí (liberální i šlechtickou), na jejichž konci byl český vstup na Říšskou radu, zahájení aktivní politiky a přechod Čechů do provládního tábora. Lobkowicz se v září 1879 účastnil jako jeden z pěti českých emisarů klíčové porady s vládními delegáty ve Vídni, kde byly dohodnuty parametry tohoto obratu v české politice. Již předtím v dubnu 1879 pobýval ve Vídni na oslavě stříbrné svatby císaře Františka Josefa, kde se české šlechtické špičky neformálně usmířily s vídeňským dvorem. Ve volbách do Říšské rady roku 1879 byl Lobkowicz zvolen za kurii venkovských obcí, obvod Písek, Strakonice atd. Nyní mandát převzal.
Po volbách v roce 1879 se na Říšské radě připojil k Českému klubu (jednotné parlamentní zastoupení, do kterého se sdružili staročeši, mladočeši, česká konzervativní šlechta a moravští národní poslanci). Lobkowicz se stal místopředsedou klubu, ale po krátké době ho vystřídal Jindřich Jaroslav Clam-Martinic. V listopadu 1879 se účastnil v tříčlenné delegaci audience u panovníka, kterému byl předán spis s oficiálními českými požadavky, kterými byl podmíněn český provládní postoj. Obsahovaly zejména jazykové a školské otázky, které byly zčásti naplněny následujícího roku, kdy byla vydána takzvaná Stremayrova jazyková nařízení. Během prvních let nového uspořádání, kdy se vláda Eduarda Taaffeho opírala o českou podporu, docházelo v českém aristokratickém táboře k jistým názorovým posunům, které historik Otto Urban označuje jako počešťování české šlechty (myšleno v jazykovém smyslu). Předáci historické šlechty se od zemského vlastenectví dostávali i na pozice etnického češství. Silně to bylo patrné u Jindřicha Jaroslava Clam-Martinice, ale i Jiří Kristián z Lobkowicz byl ve Vídni hodnocen podobně, a když měl být v roce 1883 opětovně instalován na pozici zemského maršálka, nebyla jeho nominace panovnickým dvorem přijímána jednoznačně, protože se o něm soudilo, že příliš podléhá Clam-Martinicovu vlivu.
V Poslanecké sněmovně Říšské rady setrval Lobkowicz do roku 1883. Rezignace na mandát byla oznámena na schůzi 22. ledna 1884. Od roku 1883 byl členem Panské sněmovny (jmenovaná horní komora Říšské rady). V Panské sněmovně zasedal až do roku 1907. Nadále byl aktivní v politickém životě. V roce 1890 patřil mezi vyjednavače v pokusu o česko-německé vyrovnání v Čechách (takzvané punktace). To ale čelilo rostoucí kritice mladočechů, která vedla k výraznému oslabení staročeských pozic. Lobkowicz se stal rovněž terčem mladočeské agitace, když v roce 1893 jako zemský maršálek otevřel projednávání návrhu na zřízení krajského soudu v Trutnově (jeden z bodů punktačních dohod, který posiloval správní samostatnost převážně etnicky německého severovýchodu Čech). Mladočeši na projednávání reagovali protesty a výtržnostmi přímo v zasedacím sále. Následně byla implementace punktačních dohod zcela zastavena. Na rozdíl od staročechů, které odpor proti punktacím z velké části vymazal z politické scény, si Strana konzervativního velkostatku udržela stabilní pozice díky kuriovému systému na zemském sněmu. Lobkowicz tak až do počátku 20. století hrál v zemské a konzervativní politice významnou roli.
Od roku 1883 zastával také funkci tajného rady a za své služby byl roku 1903 odměněn Řádem Zlatého rouna, 1890 velkokřížem Leopoldova řádu a 1905 velkokřížem řádu sv. Štěpána.
Kníže Jiří Kristián z Lobkowicz zemřel na konci roku 1908 v Praze a byl pohřben v rodinné hrobce v Hoříně.

## Majetek

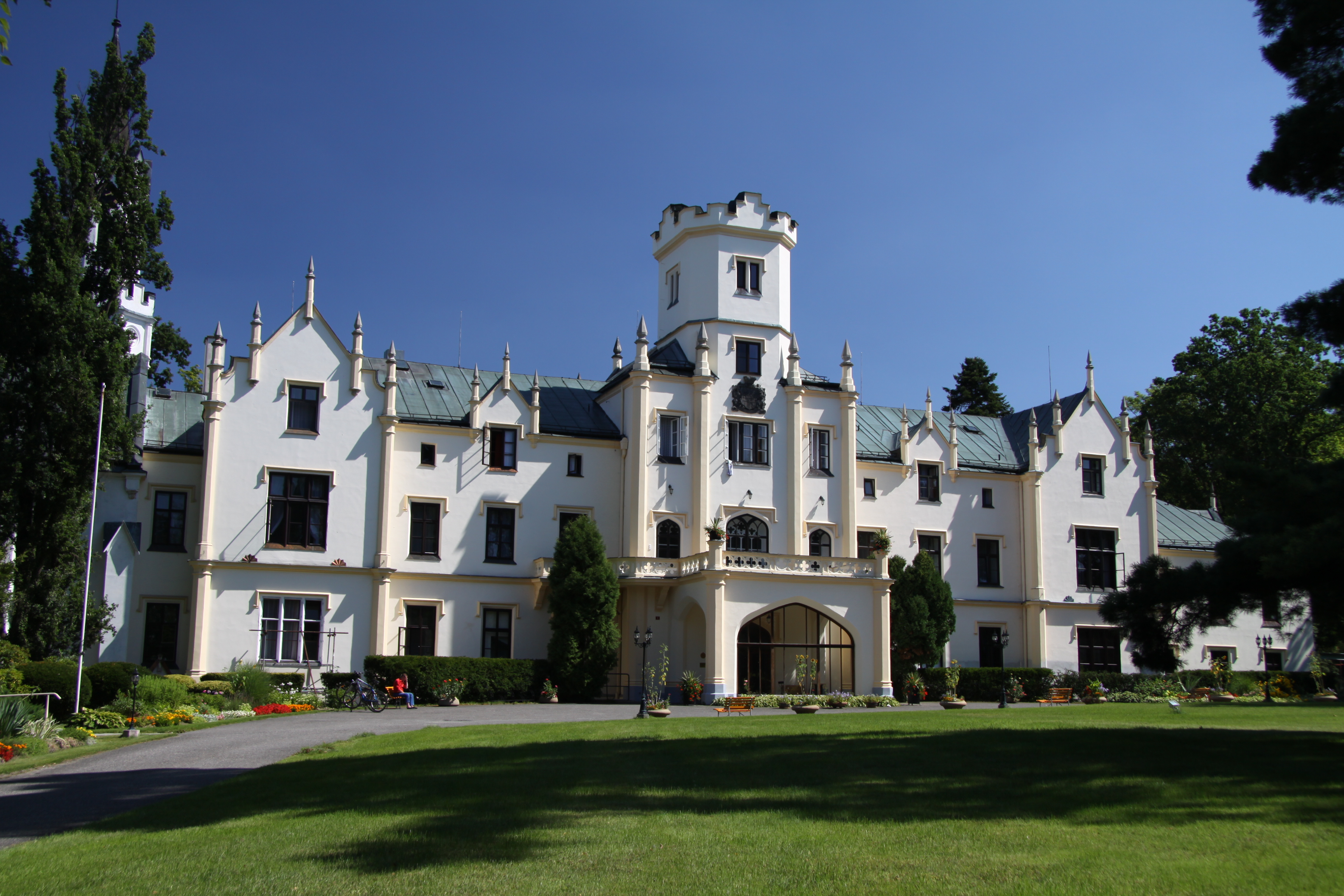
Zámek Vráž

Kníže Jiří Kristián vlastnil několik velkostatků v různých částech Českého království, které zdědil jako šestiletý v roce 1842 po předčasně zemřelém otci. Osobně převzal správu majetku v roce 1858, do té doby byla poručnicí jeho matka kněžna Anna Berta, rozená Schwarzenbergová. V pozůstalostním řízení po otci byly statky oceněny na bezmála dva milióny zlatých. K velkostatku Mělník patřilo přibližně 3.500 hektarů půdy, mnohem větší majetek zahrnoval velkostatek Drhovle v jižních Čechách o rozloze 7.672 hektarů půdy s přidruženými statky Sedlice a Čížová. Třetím velkostatkem Jiřího Kristiána byly Rožďalovice ve středních Čechách s pozemky o velikosti 1.355 hektarů půdy zakoupené v roce 1815 jeho babičkou Sidonií Lobkowiczovou, rozenou Kinskou. Zámek v Mělníku, podle nějž tato rodová větev Lobkowiczů nese své jméno, stál v 19. století na okraji zájmu rodiny a proběhly zde jen drobné úpravy. Příležitostně Lobkowiczové pobývali na nedalekém honosném zámku Hořín, kde se na hřbitově také nachází rodinná hrobka. Mnohem větší pozornost věnoval Jiří Kristián svým statkům v jižních Čechách, kde pro příležitostné letní pobyty sloužil zámek v Drhovli. Hlavním sídlem se stal zámek Vráž postavený na místě staršího loveckého zámečku. Honosná rezidence v novogotickém slohu vznikla v letech 1868–1875 podle projektu vídeňského architekta Friedricha Flohra. Dvoupatrová budova měla bezmála sto místností. Na začátku prosince 1879 zámek vyhořel, při požáru se rodina knížete Jiřího Kristiána ocitla v přímém ohrožení života. Zámek hořel celý týden, hned v roce 1880 byl ale obnoven. Pro potřeby pojišťovny byl v roce 1881 ohodnocen sumou bezmála 300.000 zlatých. V Praze rodina sídlila v Lobkovickém paláci ve Vlašské ulici na Malé Straně (dnes velvyslanectví Spolkové republiky Německo v České republice). V tomto paláci sídlila centrální správa knížecích velkostatků. V Lobkovickém paláci kníže Jiří Kristián také zemřel.
| Přehled majetku na konci 19. století | Přehled majetku na konci 19. století | Přehled majetku na konci 19. století | Přehled majetku na konci 19. století | Přehled majetku na konci 19. století |
|                                      | Název | Rozloha                              | Poznámky                             |                                      |
| ------------------------------------ | --- | ------------------------------------ | ------------------------------------ | ------------------------------------ |
| 1.                                   | alodiální velkostatek Drhovle-Brloh-Strážovice | přes 7682 ha                         |                                      |                                      |
| 2.                                   | fideikomisní vlastnictví Mělník spojené s alodiálními majetky Skuhrov a Pšovka (v roce 1900 alodiální vlastnictví Mělník spolu s alodiálními majetky Byšice, Vtelno, Chorušice, Hořín, Posadovice, Skuhrov, Pšovka, Turbovice a Borecké pozemky) | 3437 ha                              | se sídelním zámkem Hořín             |                                      |
| 3.                                   | alodiální velkostatek Rožďalovice (u Libáně) | 1355 ha                              |                                      |                                      |
| 4.                                   | alodiální velkostatek Drahenice (u Březnice) | 2165,24 ha                           | majetek manželky Anny                |                                      |

Součástí velkostatku Mělník bylo v roce 1900 51,65 hektarů vinic. V 90. letech 19. století počet révových keříků činil 702 000 kusů. Pěstovaly se následující odrůdy pro produkci červeného vína: Burgundské modré, Trollingské modré (Trollingerblauer), Modrý Portugal, Bodamské modré (Bodenseetraubeblauer); bílého: Tramín bílý, Burgundské bílé, Sylvánské zelené, červené a bílé Tarantské; stolního (Tafeltraube): Muškát žlutý, bilé a červené Gutedel a modrá Isabela.

## Rodina a potomstvo

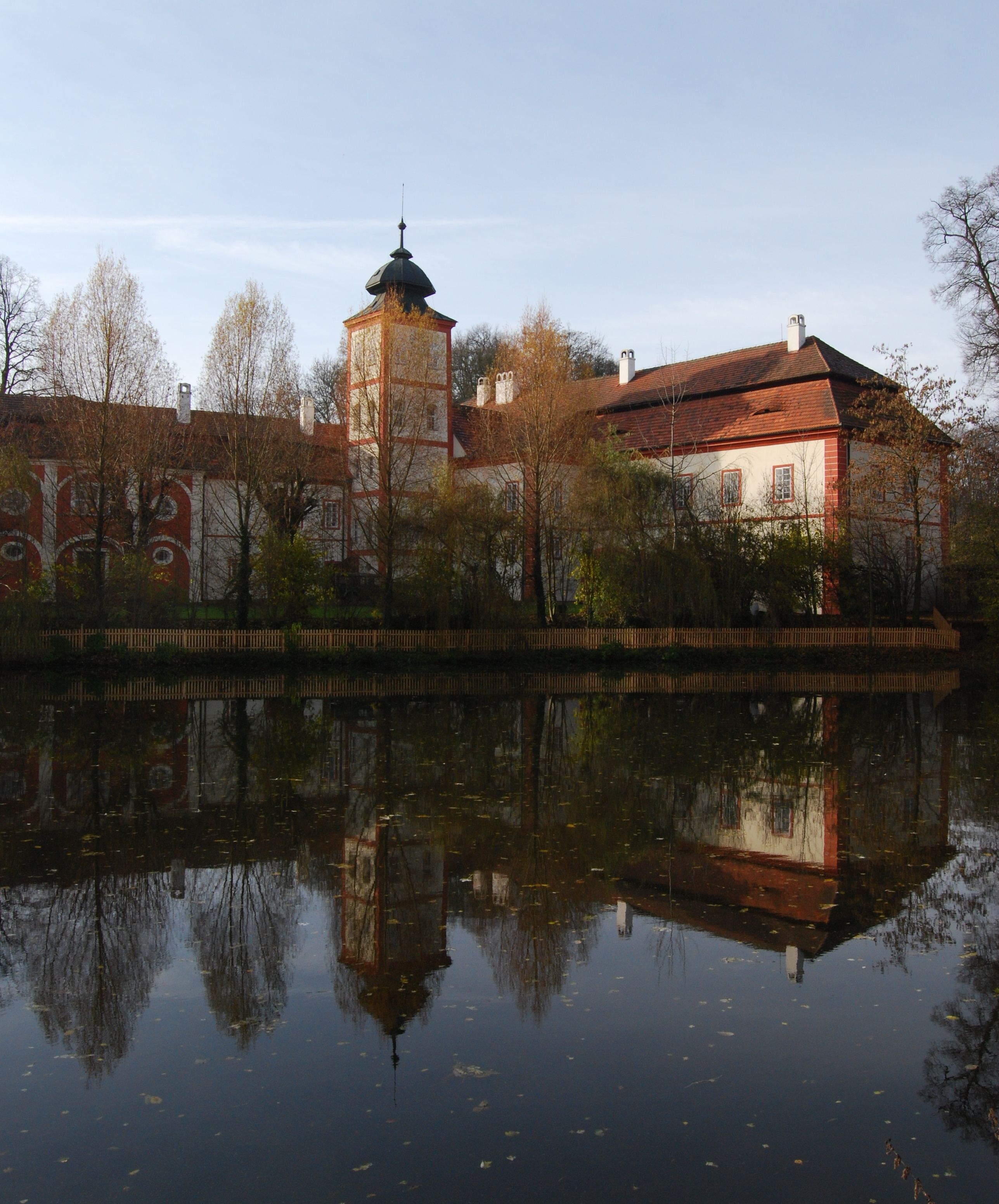
Zámek Drahenice, majetek kněžny Anny Lobkowiczové

V roce 1864 se ve Vídni oženil s princeznou Annou Marií z Lichtenštejna (1846–1924), dcerou knížete Aloise II. z Lichtenštejna. Marie Anna byla c. k. palácovou dámou, dámou Řádu hvězdového kříže a nositelkou velkokříže Alžbětina řádu. V roce 1870 koupila od hrabat Hartmanů z Klarsteina za 558.000 zlatých velkostatek Drahenice na Příbramsku, který po ní zdědil mladší syn Jan Adolf. K drahenickému velkostatku patřil zámek a 2 1655 hektarů půdy. Na manželových statcích v jižních Čechách založila klášter Kongregace sester Nejsvětější Svátosti v Čížové (1900) a nechala opravit kapli v nedalekém Brlohu (1906). Z manželství s Jiřím Kristiánem se narodilo dvanáct dětí.
- 1. Anna Berta Marie Leopoldina (14. listopadu 1865, Hořín – 9. února 1917), c. k. palácová dáma, dáma Řádu hvězdového kříže, manž. 1893 František Maria Pavel hrabě Esterházy z Galanty (1859–1909), c. k. tajný rada, komoří, poručík, dědičný člen uherské panské sněmovny
- 2. Marie Františka Emanuela (25. prosince 1866, Praha – 28. prosince 1918), jeptiška v klášteře sv. Gabriela v Praze na Smíchově (pod řeholním jménem Johanna Baptista)
- 3. Marie Terezie Baltazara (9. prosince 1867, Hořín – 26. května 1945), c. k. palácová dáma, dáma Řádu hvězdového kříže, nositelka Alžbětina, řádu, manž. 1891 Jan Jakub hrabě von und zu Eltz (13. února 1860, Vukovar – 22. června 1906, tamtéž), c. k. komoří, dědičný člen uherské panské sněmovny
- 4. Marie Sidonie Sofie Klára (12. srpna 1869, Drhovle – 24. července 1941, Wolfegg), dáma Řádu hvězdového kříže, manž. 1890 Maxmilián Wunibald Maria kníže Waldburg zu Wolfegg (13. května 1863, Waldsee – 27. září 1950, Chur), dědičný nejvyšší hofmistr Württemberského království
- 5. Jiří August (18. srpna 1870 – 11. června 1890)
- 6. Marie Henrietta Baltazara (17. října 1872, Drhovle – 28. května 1939)
- 7. Marie Polyxena Františka (1. února 1874 – 6. listopadu 1951), jeptiška v klášteře Chotěšov (pod řeholním jménem Marie Vojslava)
- 8. Alois (3. června 1875 – 12. března 1877)
- 9. Marie Terezie Františka Anna (18. října 1876, Vráž – 21. června 1958), manž. 1908 Alfred Maria Nikolaus hrabě von Brühl (25. dubna 1862 – 28. února 1922)
- 10. Rosa Marie Immaculata (15. března 1879 – 20. srpna 1958), dáma Řádu hvězdového kříže, manž. 1900 Josef Maria hrabě z Nostitz-Rienecku (21. února 1878, Praha – 26. května 1946, Planá), c. k. komoří, dědičný člen rakouské panské sněmovny, majitel velkostatků Planá a Rokytnice v Orlických horách
- 11. Bedřich Maria Václav (10. října 1881, Vráž – 18. dubna 1923, Vídeň), JUDr., c. k. komoří, dědičný člen rakouské panské sněmovny, manž. 1906 Josefína hraběnka z Thun-Hohensteinu (3. března 1886, Praha – 28. prosince 1971, Deutschlandsberg), c. k. palácová dáma
- 12. Jan Adolf Maria Leonard (6. listopadu 1885 – 11. ledna 1952), JUDr., c. k. komoří, nadporučík, majitel velkostatku Drahenice, od r. 1932 též Mělník, manž. 1921 Marie Anna hraběnka Černínová z Chudenic (2. prosince 1899, Paříž – 28. srpna 1965, Bad Aussee)

Díky své manželce a sestrám byl kníže Jiří Kristián blízce spřízněn s řadou významných osobností habsburské monarchie 19. století. Jeho švagry byli lichtenštejnská knížata Jan II. z Lichtenštejna a František I. z Lichtenštejna, diplomat a předseda Panské sněmovny hrabě Ferdinand z Trauttmansdorffu, diplomat a místopředseda Panské sněmovny kníže Alexandr z Schönburg-Hartensteinu, kníže Adolf Josef ze Schwarzenbergu, kníže generál kníže Alfred II. z Windischgrätze nebo diplomat a ministr hrabě Mořic Esterházy. Švagrem Jiřího Kristiána byl také jeho vzdálený příbuzný z roudnické linie, generál princ Josef František z Lobkowicz.

### Poznámka
1. ↑  Fakticky vykonával mandát až od roku 1879, předtím v rámci politiky pasivní rezistence mandát nepřebíral.